# 平山祐介
平山 祐介（ひらやま ゆうすけ、1970年11月15日 - ）は、日本の俳優、ファッションモデル。テイクイット・エージェンシー、インディゴを経て、現在はアパッチ所属。埼玉県鴻巣市出身。身長185cm。血液型はAB型。

## 略歴・人物
趣味、特技は空手、キックボクシング、英語、乗馬、スキューバダイビング。
日本大学生産工学部卒業。大学卒業後、コンピューター関連会社に就職するが、モデルになるために退職。単身で渡仏し1995年にパリ・コレクションデビューを果たす。その後ジョルジオ・アルマーニ、プラダ、ロメオ・ジリといった数々のブランドの海外コレクションを経験し、フランス映画『SAMOURAIS』で俳優デビュー。日本でのデビューはインターネットドラマ、『TRUNK』。2003年より活動の拠点を日本に移す。2017年、一般人の女性と結婚。

## 出演

### テレビドラマ
- Dr.コトー診療所（2003年、フジテレビ）
- 世にも奇妙な物語 2004秋の特別編 地獄は満員（2004年、フジテレビ）
- 海猿（2005年、フジテレビ） - 山路拓海 役
- ゆくな!龍馬（2005年、フジテレビ）
- 逃亡者 木島丈一郎（2005年、フジテレビ） - 爆発物処理班員 役
- RESCUE〜特別高度救助隊（2009年、TBS）
- 必殺仕事人2009（2009年、朝日放送） - 中野兵庫 役
- 臨場 続章 第1話（2010年、テレビ朝日）
- ダブルフェイス（2012年、TBS・WOWOW） - 織田組員 役
- 水曜ミステリー9 トラベルライター青木亜木子 〜湯煙の中の殺意〜（2013年、テレビ東京） - 後藤雅史 役
- 大岡越前 第2話（2013年、NHK BSプレミアム） - 権太 役
- 特捜最前線2013〜7頭の警察犬〜（2013年、テレビ朝日） - 鷹柳岳志 役
- S -最後の警官-（2014年1月 - 3月、TBS） - 嵐悟 役
- MOZU Season1〜百舌の叫ぶ夜〜（2014年4月 - 6月、TBS） - 加藤 役
  - ドラマW MOZU Season2〜幻の翼〜（2014年6月 - 7月、WOWOW）
- 月曜ゴールデン 検事・霧島三郎（2014年、TBS） - 桑原警部 役
- コウノドリ（TBS） - 加瀬宏 役
  - 第1シリーズ（2015年10月 - 12月）[1]
  - 第2シリーズ（2017年10月 - 12月）
  - 傑作選（2020年4月10日）[2][注 1]
- フラジャイル 第5・10話（2016年2月10日・3月16日、フジテレビ） - 稲垣大道 役
- 勇者ヨシヒコと導かれし七人 第3話（2016年10月22日、テレビ東京） - バッシア 役
- キャリア〜掟破りの警察署長〜（2016年10月 - 12月、フジテレビ） - 水口琢朗 役
- 大河ドラマ（NHK）
  - おんな城主 直虎（2017年） - 奥山孫一郎 役
  - 鎌倉殿の13人（2022年） - 藤原国衡 役
- スリル!〜赤の章・黒の章〜（2017年） - 村本刑事 役
- 貴族探偵 第2話（2017年4月24日、フジテレビ） - 久下村勇気 役
- コード・ブルー -ドクターヘリ緊急救命- 3rd season 第2話（2017年7月24日、フジテレビ） - 宮本勉 役
- 幕末グルメ ブシメシ!2（2018年1月10日 - 2月21日、NHK BSプレミアム） - 大田垣虎造 役[3]
- 執事 西園寺の名推理（2018年4月、テレビ東京） - 柴田公平 役
- 結婚相手は抽選で（2018年） - 山口一朗太 役[4]
- 黄昏流星群 〜人生折り返し、恋をした〜（2018年、フジテレビ） - 井上英樹 役
- アシガールSP 〜超時空ラブコメ再び〜（2018年12月24日、NHK） - 氏坂又十郎 役
- 後妻業（2019年、関西テレビ・フジテレビ系） - 橋口健太郎 役[5]
- ミラー・ツインズ（2019年、東海テレビ・WOWOW） - 桜庭鉄之介 役
- 絶対零度〜未然犯罪潜入捜査〜（2020年、フジテレビ） - 茂田一成
- 月曜プレミア8 越境捜査（2020年、テレビ東京） - 福富利晴
- 私の家政夫ナギサさん（2020年、TBS） - 松平慎也 役[6]
  - 私の家政夫ナギサさん 新婚おじキュン! 特別編（2020年9月8日）[7]
- 一億円のさようなら 第5話（2020年10月25日、NHK BSプレミアム/BS4K） - 櫛木穣一 役
- 月曜プレミア8 横山秀夫サスペンス「沈黙のアリバイ」（2020年10月26日、テレビ東京） - 東出裕史 役[8]
- 神様のカルテ 第1夜（2021年） - グレーの紳士 役[9]
- 連続テレビ小説（NHK）
  - おかえりモネ（2021年5月17日 - 、NHK） - 中村信弘 役[10]
  - 虎に翼（2024年4月16日 - 、NHK） - 増野 役[11]
- ハコヅメ〜たたかう!交番女子〜（2021年7月 - 、日本テレビ） - 北条保 役[12]
- 警視庁ゼロ係〜生活安全課なんでも相談室〜 第5シリーズ（2021年） - 岸明久 役
- わげもん〜長崎通訳異聞〜（2022年1月8日 - 、NHK総合） - 滝口修二郎 役[13]
- パンドラの果実 科学犯罪捜査ファイル Season1 第7話 -（2022年6月4日 - 、日本テレビ） - 西城等 役
- DORONJO / ドロンジョ（2022年10月7日 - 、WOWOW） - 泥川正治 役[14]
- 連続ドラマW ギバーテイカー (2023年1月22日 - 、WOWOW) - 篝伸哉 役
- ドラフトキング（2023年4月8日 - 、WOWOW） - 飯塚健 役[15]
- VIVANT 第6話 - 最終話（2023年8月20日 - 9月17日 、TBS） - 和田貢 役[16][17]
- ブラックファミリア〜新堂家の復讐〜（2023年10月6日 - 12月7日、読売テレビ・日本テレビ） - 早乙女秋生 役[18]
- ダブルチート 偽りの警官 Season1 第3話（2024年5月10日、テレビ東京） - 榊隆一郎 役
- 花咲舞が黙ってない 第3シリーズ 第9話（2024年6月8日、日本テレビ） - 吉原俊二 役[19]
- ゲームの名は誘拐（2024年6月9日 - 6月30日、WOWOW） - 加賀谷武志 役[20]
- マウンテンドクター（2024年7月8日 - 9月16日、関テレ・フジテレビ） - 豪徳寺武 役[21]
- オクラ〜迷宮入り事件捜査〜（2024年10月8日 - 12月17日、フジテレビ） - 結城真一 役[22]
- 相棒 season23 第18話・最終話（2025年3月5日・12日） - 木原健二 役[23]
- 人事の人見 第1話（2025年4月8日〈予定〉、フジテレビ） - 海藤亮二 役[24]

### 映画
- SAMOURAIS（2001年、フランス映画）
- 交渉人 真下正義（2005年） - 爆発物処理班員 役
- 逆境ナイン（2005年）
- TLIMIT OF LOVE 海猿（2006年） - 山路拓海 役
  - THE LAST MESSAGE 海猿（2010年）
  - BRAVE HEARTS 海猿（2012年）
- 蒼き狼 〜地果て海尽きるまで〜（2007年）
- 神様のパズル（2008年）
- 20世紀少年 第2章 最後の希望（2009年）
- レイン・フォール/雨の牙 （2009年）
- ワイルド7（2011年） - ヘボピー 役
- るろうに剣心（2012年） - 我荒・兄 役
- 桜姫（2013年） - 長浦残月 役
- MONSTERZ モンスターズ（2014年）
- 劇場版MOZU（2015年） - 加藤 役
- 秘密 THE TOP SECRET（2016年） - 岡部靖文 役
- OVER DRIVE（2018年） - 原良和 役
- 太陽は動かない（2021年） - アロハの男 役
- ミッドナイトスワン（2020年） - 桑田正二 役[25]
- キングダム2 遥かなる大地へ（2022年） - 蒙武 役[26]
  - キングダム 運命の炎（2023年）[27]
  - キングダム 大将軍の帰還（2024年）[28]
- 映画 イチケイのカラス（2023年） - 木島昌弘 役[29]
- わたしの幸せな結婚（2023年） - 辰石実 役[30]

### 短編映画
- ウタモノガタリ-CINEMA FIGHTERS project-「Kuu」（2018年6月） - ヨテ 役

### インターネットドラマ
- TRUNK（2003年）
- 今際の国のアリス（2020年12月10日、Netflix） - ウサギの父 役[31]
- ハコヅメ～もっとたたかう!町山署の人々～（2021年9月15日 - 、Hulu） - 北条保 役
- 社畜OLちえ丸（2023年2月10日 - 、Hulu） - 分倍河原竜児 役[32]
- 新聞記者・奥泉渚と疑惑の女たち 第2話・第3話（2023年6月17日・24日〈予定〉、Hulu） - 高木編集局長 役[33]

### CM
- アサヒ 焼酎 「SAZAN」（2004年 - 2005年）
- ユニクロ（2004年）

### PV
- SunSet Swish「PASSION」
- 吉川晃司「SAMURAI ROCK」
- UVERworld「PRAYING RUN」